# Богдан Вукша
Богдан Вукша (Врточе, код Петровца, 1907 — Загреб, 1973) био је учесник Народноослободилачке борбе, пуковник ЈНА и носилац Партизанске споменице.

## Биографија
Богдан Вукша је рођен 1907. године у Врточу (заселак Реџин крај), код Петровца, од оца Пере и мајке Стане Ћане Пилиповић Зекановић. Одрастао је са шест браће и двије сестре. Потиче из земљорадничке породице. Прије рата био је радник. Неколико година радио је у Француској. Такође је био и жандар. Био је ожењен Росом Вигњевић из Врточа и са њом добио ћерке Борку, Невенку и Стану.
По окупацији Југославије, укључио се у припреме оружаног устанка. 27. јула 1941. Од првих дана учествовао је у устаничким и герилским акцијама, са пушкомитраљезом, којег се домогао 1. септембра 1941. године, и носио га је и када је обављао дужност замјеника командира чете. Његова храброст била је кључна да буде изабран за замјеника командира врточке чете. Био је припадник Прве крајишке бригаде, Десете крајишке бригаде и Пете крајишке дивизије. У КПЈ је примљен у априлу 1942. Учесник је Битке на Неретви. О својим ратним искуствима писао је у зборнику сјећања Петровац у НОБ.
У рату је командовао водом, четом, батаљоном и бригадом. Обављао је дужност замјеника командира врточког вода, замјеника командира врточке чете, командира 1. чете у 3. (петровачко-дрварском) батаљону Прве крајишке бригаде, а потом замјеник команданта 3. (петровачко-дрварског) батаљона Прве крајишке бригаде. Након тога прима дужност команданта 2. батаљона Десете крајишке бригаде. Крајем рата био је замјеник команданта Прве крајишке бригаде.
Након рата служио је као официр у ЈНА. Пензионисан је у чину пуковника.
Носилац је Партизанске споменице 1941.
Умро је у Загребу 1973. године. Сахрањен је на загребачком гробљу Мирогој.